# Sombre Lake
Sombre Lake är en sjö i Antarktis. Den ligger i Sydorkneyöarna. Argentina och Storbritannien gör anspråk på området. Sombre Lake ligger 4 meter över havet. Den ligger på ön Signy.
I övrigt finns följande vid Sombre Lake:
- Paternoster Valley (en dal)